# Приворотень голостеблий
При́воротень голосте́блий (Alchemilla glabricaulis) — трав'яниста рослина родини трояндових, поширена в Європі й Сибіру.

## Опис
Прикореневі листки широко ниркоподібні або найбільш верхні округло-ниркоподібні, 7–9-лопатеві з 7–8 зубчиками з кожного боку. Прикореневі листки зверху розсіяно-волосисті, з нижнього боку тільки у верхній частині головних жилок з нещільно прилеглими волосками, в іншому — голі. Черешки листків і стебла голі або стебла в нижньому міжвузлі і черешки внутрішніх листків дуже слабо запушені горизонтально відстовбурченими волосками. Квітки в досить пухких клубочках, повністю не запушені

## Поширення
Поширений у Європі та Сибіру.